# Женская объединённая футбольная ассоциация
Женская объединённая футбольная ассоциация (англ. Women's United Soccer Association, WUSA) — профессиональная женская футбольная лига в США. Основана после успеха у публики женского чемпионата мира по футболу, прошедшего в США в 1999 году. Чемпионаты WUSA проводились в 2001—2003 годах с участием 8 клубов, однако после трёх лет функционирования, когда стало ясно, что надежды на самоокупаемость женского профессионального футбола в США не оправдались, лига была распущена.

## Создание
Женский футбол в США до конца 1990-х годов был любительским. Потенциал для создания профессиональной женской футбольной лиги деловые круги США увидели после успеха сборной США на чемпионате мира 1999 года, прошедшего в этой стране. В частности, финальный матч между командой хозяев и сборной КНР, проходивший на стадионе «Роуз Боул» в Пасадине (Калифорния), собрал на трибунах свыше 90 тысяч зрителей, а телевизионный рейтинг его трансляции составил 11,4 — намного выше, чем у любого телевизионного репортажа с матча мужской сборной США или игры профессиональной лиги MLS в истории. На других играх сборной США посещаемость колебалась от 55 до 80 тысяч человек, а в общей сложности матчи чемпионата мира посетили 660 тысяч зрителей.
На волне национального ажиотажа уже весной следующего года было принято решение о создании женской футбольной лиги. Её основателем стал Джон Хендрикс, президент комании Discovery Communications, при участии других крупных компаний в области СМИ — Cox Communications, Time Warner Cable, Comcast. Бизнес-план, рассчитанный на 40 млн долларов США, предусматривал, что новая лига достигнет самоокупаемости через 5 лет.

## Структура
Лига состояла из 8 клубов, представлявших Атланту, Бостон, Вашингтон, Нью-Йорк, Филадельфию, Сан-Диего, Сан-Хосе и Северную Каролину. Каждый клуб проводил по 22 игры в регулярном сезоне, после которого следовали раунды плей-офф между четырьмя лучшими командами. Команда, победившая в финальном матче, становилась обладательницей Кубка основательниц (англ. Founders Cup).
| Клуб                 | Стадион       | Город     | Первый сезон | Последний сезон |
| -------------------- | ------------- | --------- | ------------ | --------------- |
| Атланта Бит          | Бобби Додд    | Атланта   | 2001         | 2003            |
| Бостон Брейкерз      | Никерсон Филд | Бостон    | 2001         | 2003            |
| Бэй-Эреа Сайбер-рэйз | Спартан       | Сан-Хосе  | 2001         | 2003            |
| Вашингтон Фридом     | РФК           | Вашингтон | 2001         | 2003            |
| Каролина Кураж       | САС           | Кэри      | 2001         | 2003            |
| Нью-Йорк Пауэр       | Митчел        | Юниондейл | 2001         | 2003            |
| Сан-Диего Спирит     | Тореро        | Сан-Диего | 2001         | 2003            |
| Филадельфия Чардж    | Вилланова     | Вилланова | 2001         | 2003            |

Согласно уставу WUSA, владельцы отдельных франшиз одновременно были совладельцами лиги в целом. Акционерами WUSA также становились все 20 игроков женской сборной США, выигравшие чемпионат мира 1999 года; каждая из них получила статус «игрока-основателя» (англ. founding player). Права на контракты всех игроков принадлежали не отдельным клубам, а лиге. Годичная зарплата игроков составляла от 27 до 85 тысяч долларов США.
После убыточного сезона 2002 года лига, стараясь снизить затраты, снизила количество игроков в составах команд с 20 до 18.

## Сыгранные сезоны и ликвидация
В общей сложности в WUSA состоялись три сезона — в 2001, 2002 и 2003 годах. Каждый год Кубок обладательниц завоёвывала новая команда. При этом в финалах по два раза успели сыграть «Вашингтон Фридом» (один титул и одно поражение) и «Атланта Бит» (два поражения)
| Сезон | Чемпион              | Счёт         | Финалист         | Место проведения       |
| ----- | -------------------- | ------------ | ---------------- | ---------------------- |
| 2001  | Бэй Эреа Сайбер-рэйз | 3:3 (4:2 п.) | Атланта Бит      | Фоксборо (Массачусетс) |
| 2002  | Каролина Кураж       | 3:2          | Вашингтон Фридом | Атланта                |
| 2003  | Вашингтон Фридом     | 2:1          | Атланта Бит      | Сан-Диего              |

Посещаемость игр лиги уже в первом сезоне заметно уступала показателям, достигнутым по ходу чемпионата мира 1999 года, и составляла в среднем 8104 зрителя на матч. В сезоне 2002 года посещаемость упала до 6957 человек на матче — наибольшее количество зрителей (24 000) собрала игра 7 июля на вашингтонском стадионе РФК, а наименьшее (4002 человека) — матч 20 июля в Юниондейле. Средняя посещаемость игр третьего сезона (6667 зрителей на матч) оказалась ещё на 4 % ниже. Рейтинги телевизионных репортажей также заметно уступали рейтингам 1999 года: в 2001 году средний рейтинг трансляций WUSA на кабельных каналах Turner Network Television и CNN/Sports Illustrated равнялся 0,4 (или примерно 425 тысяч домохозяйств), а во втором сезоне (когда репортажи вёл канал Pax TV) «обвалился» до 0,1 (100 000 домохозяйств), не изменившись и в третий год. Хотя первоначально ожидалось, что в каждый из первых четырёх сезонов лига будет получать около 3 млн долларов доходов от телетрансляций игр, этого не произошло: наоборот, позже выяснилось, что WUSA сама доплачивала кабельному каналу TNT за показ 22 матчей в свой первый сезон. Не оправдались и ожидания на получение 40 миллионов долларов от спонсоров — производителей прохладительных напитков, спортивного оборудования и обуви и поставщиков финансовых услуг. Убытки в итоге оказались значительно выше, чем ожидалось (более 20 млн долларов только за первый год при запланированных 15 на три года), и к концу третьего сезона расходный бюджет в 40 миллионов был использован полностью.
Убыточности лиги способствовали нереалистические планы её основателей. Согласно Марле Мессинг, главному организатору чемпионата мира 1999 года, при выборе между стадионами на 5—10 тысяч зрителей и на 50, 60 или 80 тысяч следовало выбирать последние, поскольку небольшие арены создали бы турниру ауру второразрядности, которая только отпугнула бы публику. Схожими соображениями руководствовались организаторы WUSA, выбравшие для франшиз лиги большие города — Нью-Йорк, Бостон, Атланту, Вашингтон и другие — и планировавшие соревноваться за внимание болельщиков с «Большой тройкой с половиной» — НФЛ, НБА, МЛБ и НХЛ. Однако в этих местах уже наступило насыщение рынка спортивных соревнований: в Атланте играли «Брэйвз» из МЛБ, «Хокс» из НБА, «Фалконс» из НФЛ и «Трэшерз» из НХЛ, в Вашингтоне эти ниши занимали соответственно «Нэшионалс», «Уизардс», «Редскинз» и «Кэпиталз», и схожая ситуация наблюдалась везде. В этой ситуации WUSA могла бы преуспеть больше, избрав тактику, подобную той, которую проводила в жизнь Arena Football League — лига мини-футбола, к тому времени функционировавшая в небольших городах уже больше десятилетия. Кроме того, инвесторы WUSA совершили ошибку, пытаясь сразу достичь уровня посещаемости старших профессиональных лиг: в МЛБ в первый сезон, когда фиксировалась посещаемость игро (в 1934 году) примерно соответствовала посещаемости в первый год WUSA, а НБА достигла этого порога только в сезоне 1973/1974. Однако сразу заданный высокий уровень лига поддерживать не смогла, и третий сезон стал для неё последним.
В 2004 году, когда ещё сохранялась надежда на возобновление соревнований, руководство лиги организовало летний «Фестиваль WUSA», включавший показательные матчи входивших в неё команд. Затем, однако, большинство франшиз были расформированы. Исключение составил клуб «Вашингтон Фридом», позже выступавший в полупрофессиональной W-League, а в 2009 году присоединившийся к новой профессиональной лиге WPS.